# The Hands That Built America
The Hands That Built America è una canzone degli U2, pubblicata per la colonna sonora del film Gangs of New York. Il brano è uno dei due inediti presenti nell'album raccolta della band irlandese The Best of 1990-2000, insieme ad "Electrical Storm". Il brano ha ricevuto una nomination agli Academy Award del 2002 come miglior canzone, premio poi andato ad Eminem per Lose Yourself.

## Il video
Sono stati prodotti due video differenti per The Hands That Built America. Il primo è un montaggio di sequenze in bianco e nero in cui il gruppo esegue il brano insieme a scene estratte dal film Gangs of New York. La versione del brano usata in questo video è quella presente nell'album The Best of 1990-2000. Regista del video è Gareth O'Neil.
Il secondo video è invece composto soltanto dalle sequenze in bianco e nero dell'esibizione degli U2, le stesse del precedente video. Tuttavia in questo caso la versione del brano utilizzata è acustica ed è presente nel DVD The Best of 1990-2000. La regia di questo video è affidata a Maurice Linnane.

## Formazione
U2
- Bono - voce
- The Edge - chitarra
- Adam Clayton - basso
- Larry Mullen Jr. - batteria, percussioni

Altri musicisti
- William Orbit - tastiera aggiuntiva